# Ucenicie

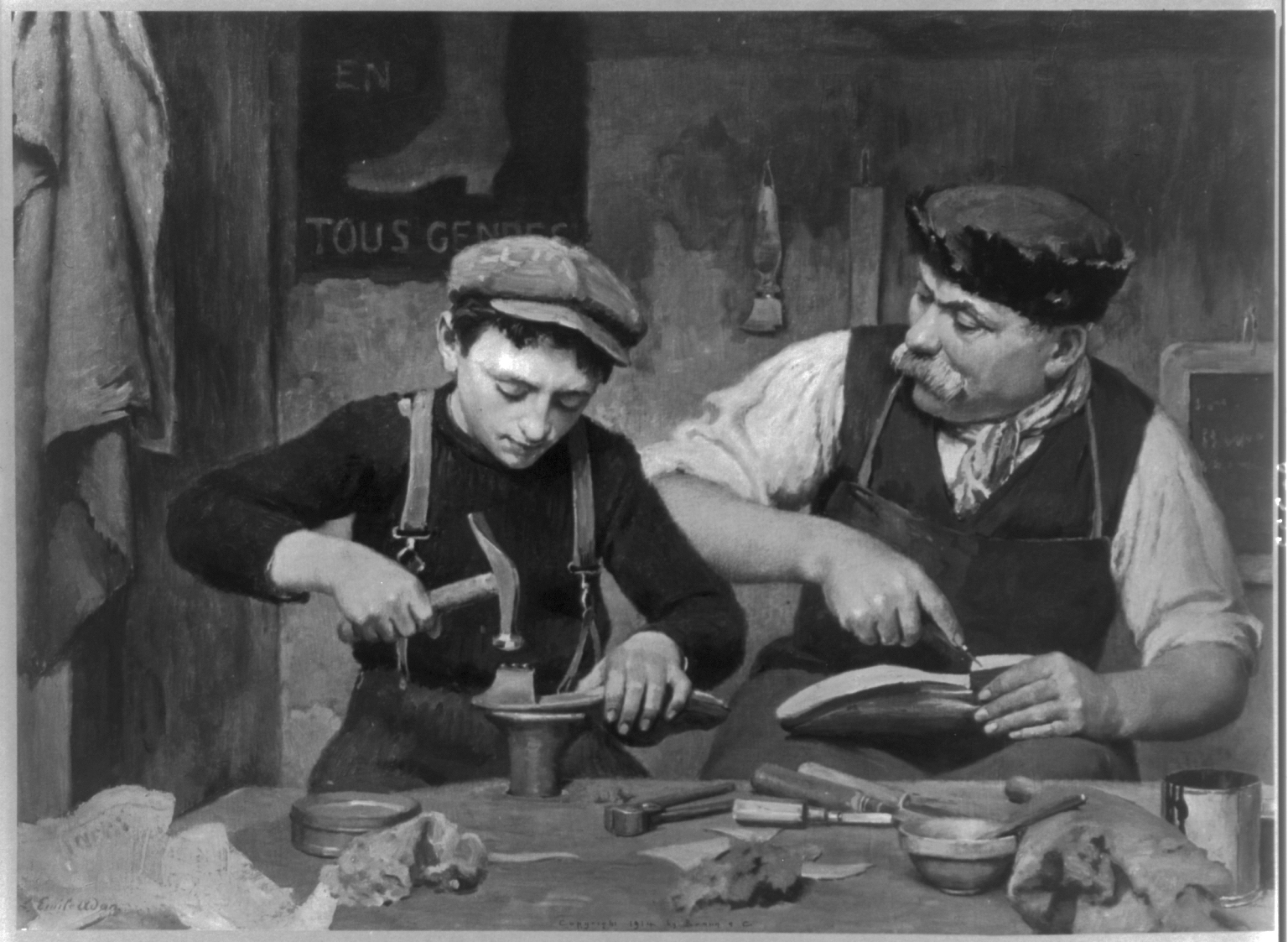
Un pantofar și ucenicul său, 1914

Electricienii sunt instruiți adesea prin ucenicie

Ucenicia este un sistem de formare a unei noi generații de practicanți într-o meserie sau profesie, prin instruire practică la locul de muncă și adesea însoțită de studiu aferent (muncă în clasă și lectură). Aceasta le poate permite practicanților să obțină o licență pentru a presta servicii într-un domeniu reglementat. Cea mai mare parte a instruirii se desfășoară în timp ce aceștia lucrează pentru un angajator, care ajută ucenicii să își învețe meseria, cu condiția continuării muncii pe o perioadă stabilită, după ce au atins competențele necesare.
Durata uceniciei variază semnificativ în funcție de sectoare, profesii, roluri și culturi. În unele cazuri, cei care termină cu succes această pregătire pot atinge nivelul de "calfă" sau să obțină o certificare profesională. În alte cazuri, li se poate oferi un loc de muncă permanent la compania care le-a furnizat postul. Deși terminologia și limitele formale ale sistemului ucenic/calfă/maistru nu se extind adesea în afara breslelor și sindicatelor, conceptul de formare la locul de muncă care duce la dobândirea unor competențe este întâlnit în orice domeniu al muncii calificate.

## Terminologie alternativă
Nu există un singur termen general la nivel global pentru ucenicie. În funcție de cultură, țară și sector, definiții identice sau similare sunt folosite pentru a descrie termenii de ucenicie, stagiu, rezidențiat și pregătire profesională la locul de muncă. Ultimii doi termeni pot întâlniți și în sectorul medical. Un exemplu este reprezentat de rezidențiatul medicilor și pregătirea profesională pentru asistente în țările occidentale. Termenul preferat de către Comisia Europeană și selectat pentru utilizare de către Centrul European pentru Dezvoltarea Formării Profesionale (CEDEFOP), care a elaborat multe studii în acest domeniu, este cel de "ucenicie". Unele țări non-europene preiau practicile europene de ucenicie.

## Istorie

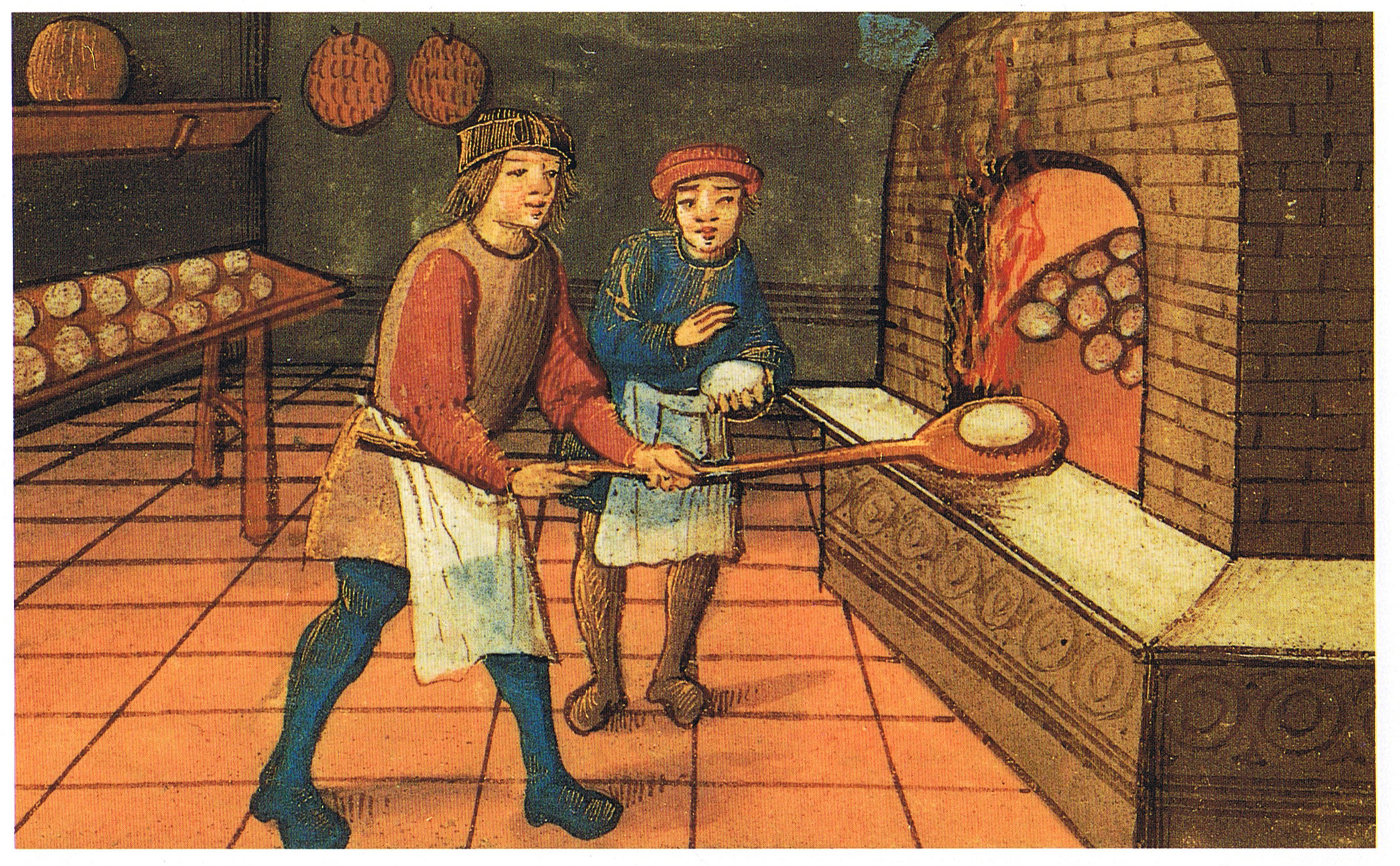
Un brutar cu ucenicul său în perioada medievală. Biblioteca Bodleiană, Oxford, Anglia.

Acest sistem de formare a luat naștere la finalul Evului Mediu și a ajuns să fie oferit de bresle și administrațiile locale. Un maestru meșteșugar avea dreptul să angajeze tineri ca mână de lucru ieftină în schimbul hranei, cazării și instruirii formale în meserie. Majoritatea bărbaților erau ucenici, pe când femeile alegeau meserii precum cele de croitor, pantofar, brutar, comerciant de produse de papetărie sau cizmar. În mod obișnuit, ucenicii aveau între zece și cincisprezece ani când începeau să lucreze și trăiau în gospodăria meșterului. Înțelegerea dintre meșter, ucenic și în general, părinții ucenicului era adesea reglementată printr-un contract oficial. Majoritatea ucenicilor aspirau să devină la rândul lor maiștri, în urma încheierii contractului (de obicei o perioadă de șapte ani). Deși unii preferau poziția de calfă, mulți dintre ei nu-și deschideau niciodată propriul atelier. În Coventry, cei care finalizau perioada de ucenicie de șapte ani, fiind supervizați de negustori, aveau dreptul să devină cetățeni liberi.
Ucenicia a fost adoptată și în cadrul armatei Regatului Dahomey din Africa de Vest. Soldații erau recrutați încă de la vârsta de șapte sau opt ani, îndeplinind inițial rolul de purtători de scuturi pentru soldații de rând. După ani de ucenicie și experiență militară le era permis să se alăture armatei ca soldați. Având experiență militară îndelungată și stimulente financiare, s-a conturat o armată bine disciplinată și unitară în Regatul Dahomey.

## Tipuri de ucenicii
Uceniciile pot fi împărțite în două categorii principale: Independente și Cooperative.
Uceniciile independente sunt cele organizate și gestionate de angajatori, fără implicarea instituțiilor de învățământ. Acestea funcționează separat de orice plan de învățământ, ceea ce înseamnă că, de obicei, ucenicii nu sunt implicați în niciun program educațional concomitent. Dar, chiar dacă sunt implicați, nu există nicio legătură între studiile urmate și ucenicie.
Uceniciile cooperative sunt cele organizate și gestionate prin cooperarea instituțiilor de învățământ și a angajatorilor. În ceea ce privește administrarea, acestea pot varia, unele fiind conduse de angajatori, iar altele de instituțiile de învățământ. Totuși, acestea sunt asociate permanent cu un plan de învățământ și sunt concepute ca o modalitate pentru studenți de a pune teoria în practică și de a-și stăpâni cunoștințele într-un mod care să le ofere autonomia profesională. Principalele lor caracteristici ar putea fi sintetizate astfel:

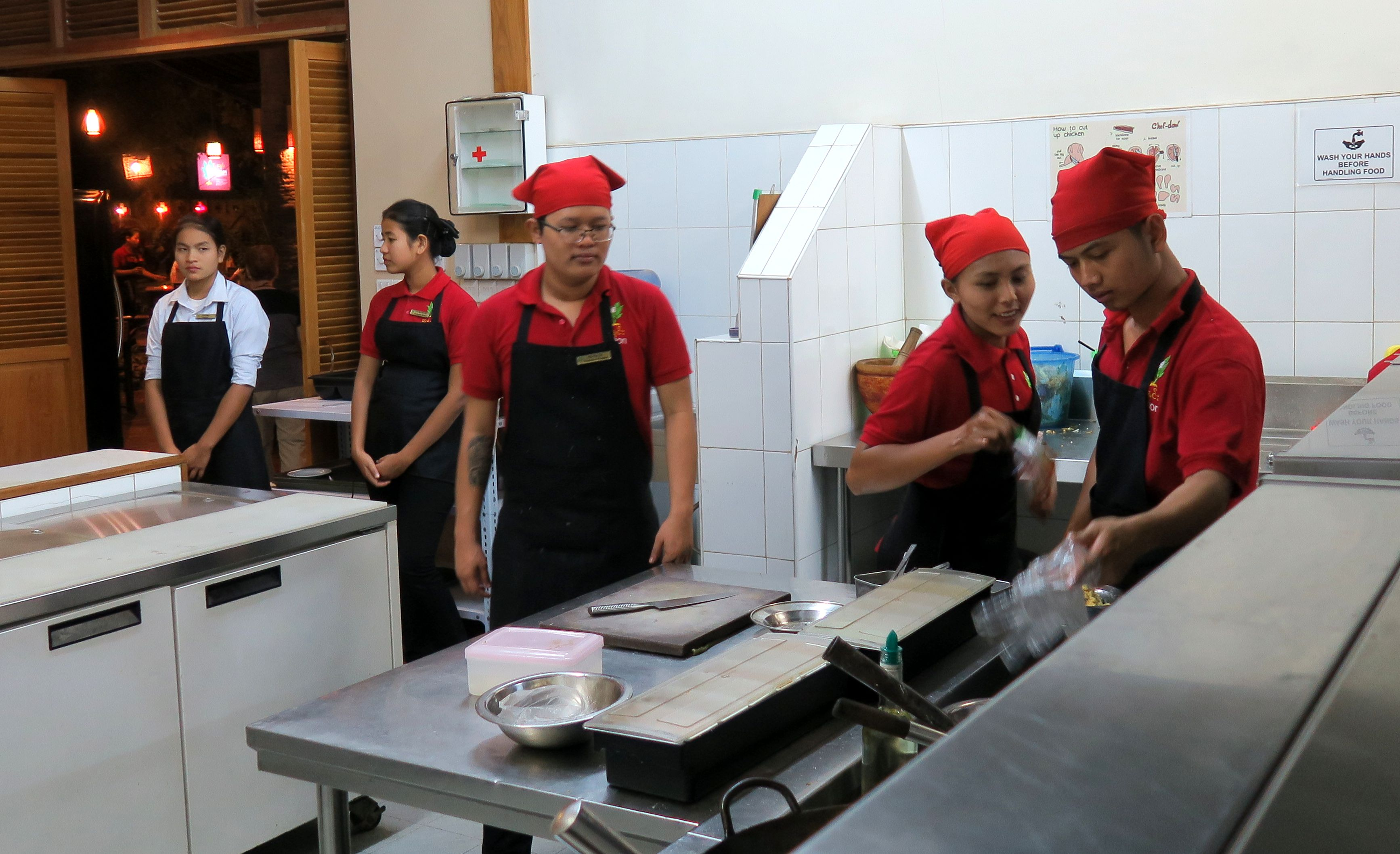
Studenți într-un restaurant de formare profesională, Bagan (Myanmar)

|                                   | Administrare comună a instituției și angajatorului | Administrare condusă de instituție (perioadă lungă)                                  | Administrare condusă de instituție (perioadă scurtă)                                 | Administrare condusă de angajator                                                                                        |
| --------------------------------- | -------------------------------------------------- | ------------------------------------------------------------------------------------ | ------------------------------------------------------------------------------------ | --- |
| Program educational               | ISCED 6                                            | ISCED 6                                                                              | ISCED 6                                                                              | ISCED 5–6 |
| Tip de program                    | Integrat în instituție și muncă                    | Învățământ vocațional superior, Învățământ profesional superior, Învățământ superior | Învățământ vocațional superior, Învățământ profesional superior, Învățământ superior | Învățământ vocațional superior, Învățământ profesional superior                                                          |
| Durata medie                      | 3–4 ani                                            | 2–3 ani                                                                              | 2–3 ani                                                                              | 1 an |
| Balanța dintre teorie și practică | Alternarea teoriei și practicii (50%–50%)          | Stagii scurte de la câteva săptămâni până la 6 luni                                  | Stagii reprezentând 30-40% din programă                                              | Angajat pentru minim 30 de ore pe săptămână, din care 20% din orele de învățare trebuie să fie în afara locului de muncă |
| Locația formării profesionale     | Integrat în instituție și muncă                    | Integrat în instituție și muncă                                                      | Integrat în instituție și muncă                                                      | Bazat pe muncă |
| Contract                          | Da                                                 | Da                                                                                   | Da                                                                                   | Da |

### Australia
Uceniciile în Australia cuprind toate tipurile de ucenicii și stagii. Acestea acoperă toate sectoarele industriale din Australia și sunt utilizate pentru atingerea atât a obiectivelor de „nivel de începător”, cât și de „îmbunătățire a competențelor” în carieră. Pe 31 martie 2012, s-a înregistrat un număr de 475.000 de ucenici australieni în curs de formare, reprezentând o creștere cu 2,4% față de anul precedent. Guvernul australian poate oferi stimulente atât angajatorilor cât și angajaților, în timp ce guvernele teritoriale si de stat  pot oferi sprijin prin finanțare publică pentru pregătirea acestei inițiative. Uceniciile australiene îmbină timpul de lucru cu instruirea formală și pot fi cu normă întreagă, cu jumătate de normă sau bazate pe un sistem de învățământ.
Serviciile australiene de ucenicie și stagiu sunt dedicate păstrării locului de muncă. Pentru a găsi candidații potriviți pentru ucenicie sau stagii de formare profesională sunt depuse eforturi considerabile. Acest lucru se realizează cu ajutorul testelor de aptitudini, a recomandărilor și a informațiilor despre „cum să păstrezi un ucenic sau o ucenicie”.
Informațiile și resursele privind potențialele profesii de ucenicie și stagiu sunt accesibile în peste șaizeci de industrii.
Distincția dintre termenii de „ucenic” și „stagiar” se bazează în principal pe meseriile tradiționale și pe timpul necesar pentru a obține o calificare. Guvernul australian utilizează centrele australiene de formare profesională pentru a administra și a facilita programele de ucenicie australiene, astfel încât finanțarea să poată fi distribuită întreprinderilor eligibile, ucenicilor și stagiarilor și pentru a sprijini întregul proces, deoarece acesta susține viitoarele competențe ale industriei australiene. Australia dispune, de asemenea, de o „plasă de siguranță” destul de neobișnuită destinată întreprinderilor și ucenicilor australieni prin programul său de formare în grup. Acest lucru are loc atunci când întreprinderile nu pot angaja ucenicul australian pentru întreaga perioadă până când își obține calificarea. Acestea pot închiria sau angaja ucenicul dintr-o Organizație de Formare în Grup. Acesta reprezintă o „plasă de siguranță” deoarece Organizația de Formare în Grup este reprezentată de angajator și asigură continuitatea angajării și instruirii pentru ucenicul australian.
Pe lângă „plasa de siguranță”, organizațiile de formare în grup au și alte beneficii, cum ar fi sprijinul suplimentar atât pentru angajatorul gazdă, cât și pentru stagiar/ucenic prin intermediul unui consultant în industrie. Acesta efectuează vizite regulate pentru a se asigura că stagiarul/ucenicul își îndeplinește munca și obligațiile de formare față de angajatorul detașat. Există avantajul suplimentar ca stagiarul/ucenicul să fie angajat de către o organizație de formare în grup prin reducerea salariilor/pensiilor și a altor cerințe legislative pentru angajatorul detașat, care efectuează plata conform contractului.

### Austria
În Austria, pregătirea ucenicilor este organizată într-un sistem de învățământ care cuprinde etape de instruire pe termen lung. Astfel, este posibilă obținerea diplomei ,,Matura'' (examen de înmatriculare ce poate fi comparat cu examenele A-Level, Abitur sau Bacalaureat), necesară pentru a intra la universitate. Formarea profesională a ucenicilor la nivelul întreprinderilor WIFI este însoțită de participarea obligatorie la o școală profesională pentru ucenici, cu frecvență redusă (Berufsschule). Aceasta se desfășoară pe perioada de doi până la patru ani – durata variază în funcție de cele 250 de meserii de ucenicie recunoscute legal.
Aproximativ 40% dintre adolescenții austrieci urmează cursuri de ucenicie după finalizarea învățământului obligatoriu (la vârsta de 15 ani). Acest număr a rămas constant din anul 1950 până în prezent.
Cele mai populare cinci specializări sunt: Vânzător în Comerț cu Amănuntul (5.000 de persoane finalizează această ucenicie pe an), Funcționar (3.500/an), Mecanic Auto (2.000/an), Coafez (1.700/an), Bucătar (1.600/an). Există multe specializări mai puțin căutate cu un număr mic de ucenici, cum ar fi "EDV-Systemtechniker" (Administrator de Sistem), care este finalizată de mai puțin de 100 de persoane pe an.
Certificatul de Ucenicie oferă acces la două cariere profesionale diferite. Pe de o parte, acesta reprezintă o condiție pentru admiterea la Examenul de Maistru și pentru testele de calificare, iar pe de altă parte oferă acces la învățământul superior prin intermediul Examenului TVE sau a Examenului de Admitere în Învățământul Superior. Acestea sunt condițiile prealabile pentru începerea studiilor în cadrul unor facultăți, universități, "Fachhochschulen"( instituții de învățământ superior din Austria și Germania care oferă programe de studii practice și orientate către domenii specifice sau tehnice), cursuri post-liceale și scoli post-liceale.
Persoana responsabilă de instruire în cadrul companiei este numită "Lehrherr" sau "Ausbilder". Un Ausbilder trebuie să dovedească faptul că are calificările profesionale necesare pentru a instrui o altă persoană: nu are cazier judiciar și este, printre altele, o persoană respectabilă. Legea prevede că "persoana care dorește să instruiască un tânăr ucenic trebuie să dovedească că are un mod de viață etic și calitățile civice ale unui bun cetățean''.

### Canada

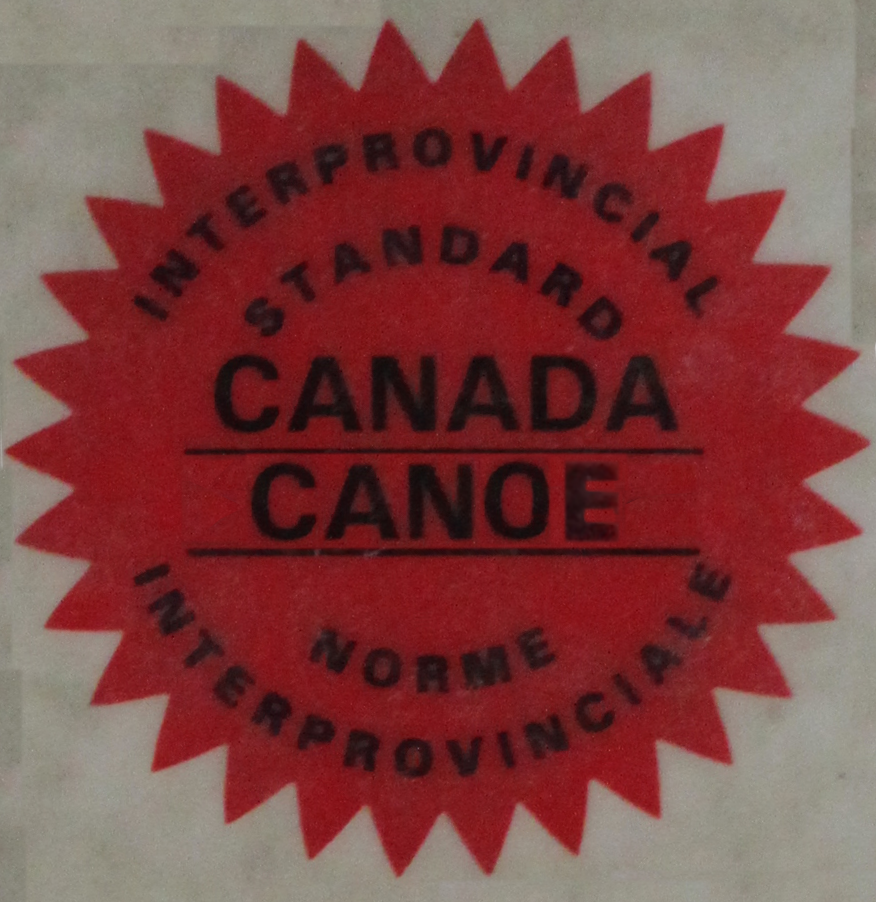
Certificare interprovincială canadiană „Sigiliu roșu” (numărul de licență a fost înlocuit cu cuvântul „CANOE”)

În Canada, uceniciile tind sa fie oficializate pentru meseriile tradiționale și calificările la nivel de tehnician. După promovarea examenului de specialitate, aceștia pot susține examenul Standard Regional (examen standardizat sau evaluare la nivel regional în Canada). Columbia Britanică este una dintre provinciile care folosesc acest tip de evaluare ca examen provincial. Acest lucru presupune că o calificare pentru provincia respectivă va fi recunoscută în întreaga țară. Întrebările examenului interprovincial sunt aprobate de toate provinciile existente la momentul respectiv. La acea perioada existau doar patru provincii: Noua Scotie, Noul Brunswick, Canada de Sus (acum Ontario) și Canada de Jos (acum Quebec).
În Canada, fiecare provincie are propriul program de ucenicie, acesta fiind uneori singura cale de acces spre locurile de muncă din cadrul meseriilor cu certificare obligatorie. 
Organizații precum Consiliul Canadian al Directorilor de Ucenicie și Angajare si  Dezvoltare Socială in Canada ajută la supravegherea acestor programe. 

### Cehia

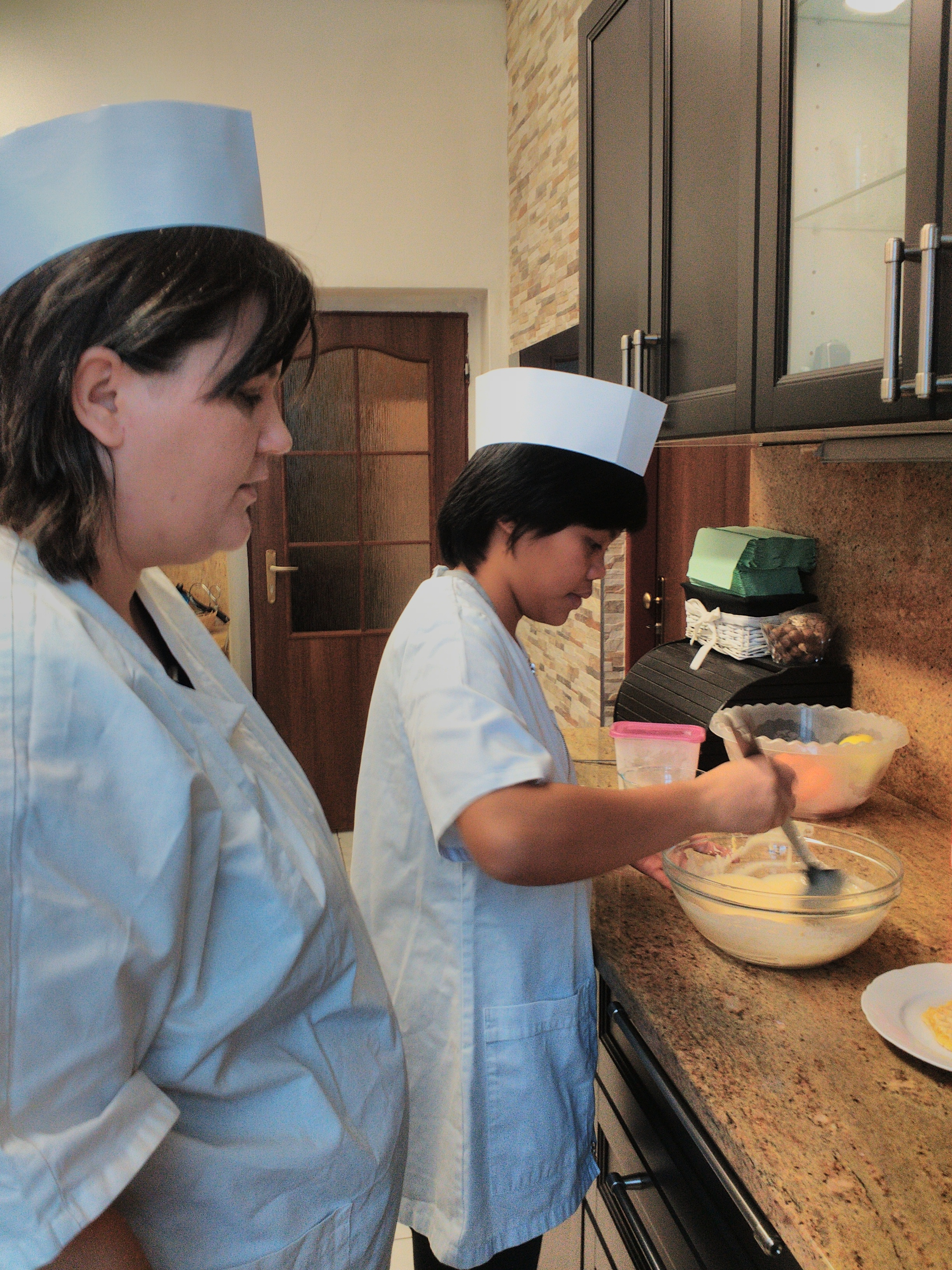
Bucătar și ucenicul ei, școala vocațională Euroinstitut, Republica Cehă

În Republica Cehă, termenul de "școală vocațională" (în limba cehă učiliště) se poate referi la cei doi, trei sau patru ani de învățământ secundar practic. Pregătirea Ucenicului este implementată în conformitate cu Legea educației (školský zákon). Ucenicii își petrec aproximativ 30-60% din timp în companii (sociální partneři školy), iar restul urmând o educație formală. În funcție de profesie, aceștia pot lucra două sau trei zile pe săptămână în cadrul companiei, iar apoi pot participa două sau trei zile la cursurile unei școli vocaționale.

### Elveția
În Elveția, după terminarea învățământului obligatoriu, două treimi dintre tineri urmează o formare vocațională. Nouăzeci la sută dintre aceștia se află în sistemul de învățământ dual.
Elveția are un sistem de ucenicie similar cu cel al Germaniei și al Austriei. Sistemul educațional este ternar, fiind practic un sistem de educație duală cu cursuri practice obligatorii. Durata unei ucenicii poate fi de 2, 3 sau 4 ani.

#### Durată
Uceniciile cu o durată de 2 ani sunt pentru persoanele cu rezultate școlare mai slabe. Certificatul acordat după finalizarea cu succes a unui stagiu de ucenicie de 2 ani se numește "Attestation de formation professionnelle" (AFP) în limba franceză, "Eidgenössisches Berufsattest" (EBA) în limba germană și "Certificato federale di formazione pratica" (CFP) în limba italiană, iar în limba română poate fi tradus ca "Atestat de formare profesională".
Stagiile de ucenicie cu o durată de 3 sau 4 ani sunt cele mai frecvente. Certificatul acordat după finalizarea cu succes a acestora se numește "Certificat Fédérale de Capacité" (CFC) în limba franceză, "Eidgenössisches Fähigkeitszeugnis" (EFZ) în limba germană și "Attestato federale di capacitaa" (AFC) în limba italiană. Ar putea fi tradus ca "Certificat Federal de Competență".
Unele meserii, cum ar fi cea de electrician, sunt învățate în perioade de 3 și 4 ani. În acest caz, un electrician cu 4 ani de ucenicie are mai multă pregătire teoretică decât unul cu 3 ani de ucenicie. Unele limbi au nume diferite pentru un meșteșug în funcție de durata uceniciei; acest lucru poate fi pierdut în traducere.
Fiecare dintre cele peste 300 de profiluri vocaționale definite la nivel național are o structură bine definită – ca durată a educației, obiective teoretice și practice de învățare și condiții de certificare.

#### Vârsta ucenicilor
De obicei, ucenicia este începută la vârsta de 15 sau 18 ani, după terminarea învățământului general. Unele recomandă sau cer, totuși, ca ucenicul să aibă 18 ani. Nu există în mod oficial o vârstă maximă. Cu toate acestea, pentru persoanele de peste 21 de ani este greu să se găsească o companie deoarece majoritatea companiilor preferă persoanele mai tinere datorită costului mai mic al forței de muncă.

### Franța
În Franța, ucenicia s-a dezvoltat de asemenea între secolul al IX-lea și secolul al XIII-lea, cu bresle structurate în jurul ucenicilor, calfelor și maiștrilor, continuând astfel până în 1791, când breslele au fost desființate.
Primele legi referitoare la ucenici au fost adoptate în 1851. Începând cu anul 1919, tinerii erau obligați să urmeze 150 de ore de cursuri teoretice și lecții generale în domeniul lor de studiu în fiecare an. Această durată minimă de formare a crescut la 360 de ore pe an în 1961, apoi la 400 de ore în 1986.
Primele centre de formare a ucenicilor ( în franceză centres de formation d'apprentis, CFAs) au apărut în anul 1961, iar în 1971 ucenicia a fost inclusă în mod legal în formarea profesională. În 1986, limita de vârstă pentru începerea uceniciei a fost ridicată de la 20 la 25 de ani. Din 1987, gama de calificări care puteau fi obținute prin ucenicie a fost extinsă pentru a include brevet professionnel (certificat de aptitudine vocațională), bac professionnel (diplomă de bacalaureat vocațională), brevet de technicien supérieur (certificat de tehnician avansat), diplome de inginerie, diplome de master și altele.
La 18 ianuarie 2005, președintele Jacques Chirac a anunțat introducerea unei legi privind un program pentru coeziune socială care cuprindea cei trei piloni ai ocupării forței de muncă, locuințelor și egalității de șanse. Guvernul francez s-a angajat să dezvolte în continuare ucenicia ca pe o cale spre succesul școlar și spre ocuparea forței de muncă, pe baza succesului său: în 2005, 80% dintre tinerii francezi care au terminat o ucenicie și-au găsit loc de muncă. În Franța, termenul de "ucenicie" desemnează adesea munca manuală, dar include și alte meserii precum secretar, manager, inginer, asistent de vânzări... Planul urmărea creșterea numărului de ucenici de la 365.000 în 2005 la 500.000 în 2009. Pentru a atinge acest obiectiv, guvernul reduce, de exemplu, taxele companiilor atunci când acestea angajează ucenici. (Din 1925 se percepe o taxă pentru a finanța ucenicia.) Ministrul responsabil pentru campanie, Jean-Louis Borloo, a sperat, de asemenea, să îmbunătățească imaginea uceniciei printr-o campanie de informare, deoarece aceasta este adesea asociată cu eșecul școlar și cu o capacitate de a înțelege doar abilitățile practice, nu și pe cele teoretice. După revoltele de la sfârșitul anului 2005, guvernul, condus de prim-ministrul Dominique de Villepin, a emis o nouă lege. Denumită „legea privind egalitatea de șanse”, aceasta a creat Primul Contract de Muncă, precum și ucenicia manuală începând cu vârsta de 14 ani. De la această vârstă, elevilor li se permite să părăsească sistemul școlar obligatoriu pentru a învăța rapid o meserie. Această măsură a fost mult timp o politică a partidelor politice conservatoare franceze și a întâmpinat o opoziție dură din partea sindicatelor și a studenților.

### Germania

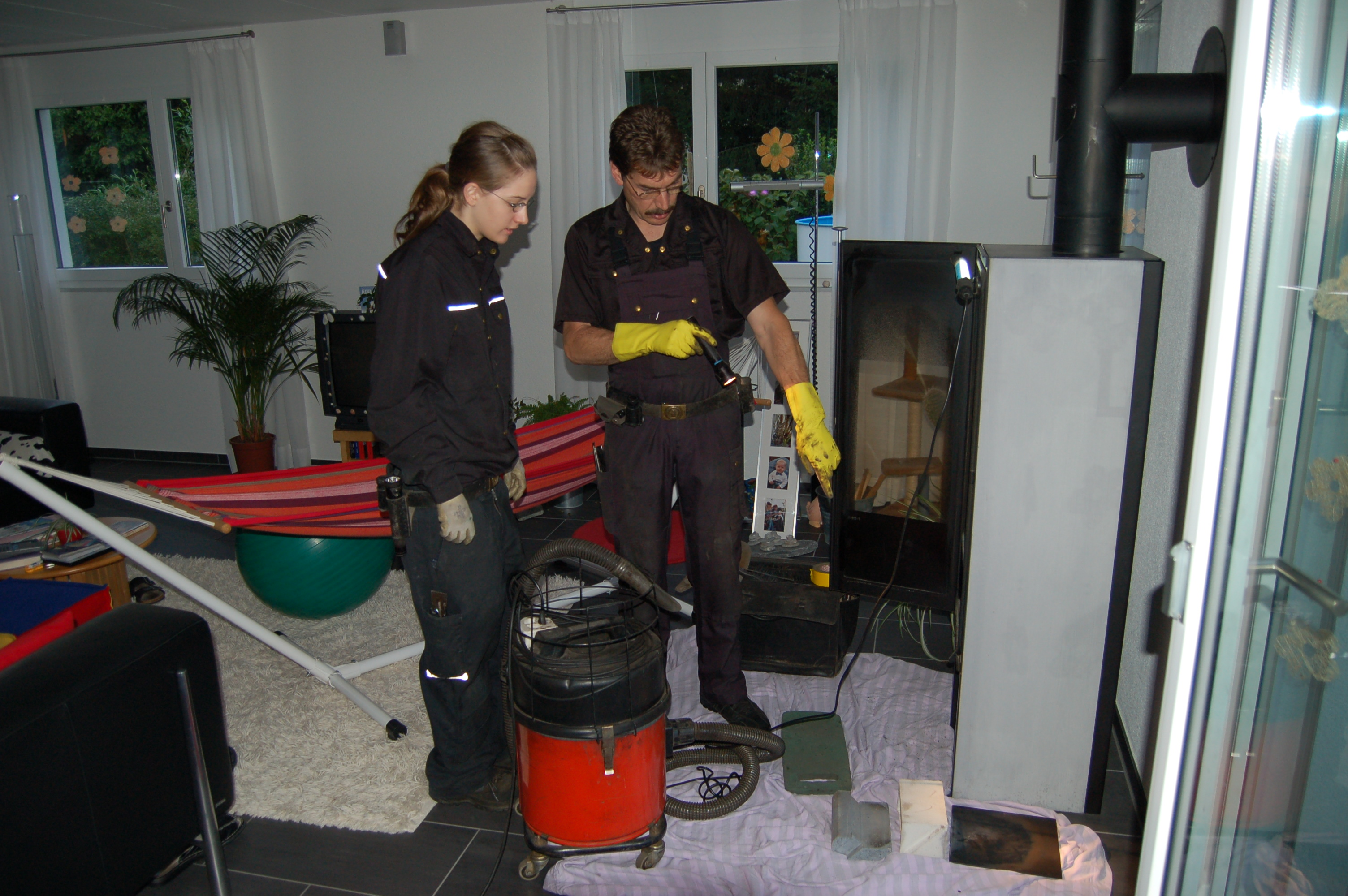
Un coșar și ucenicul său în 2008

În Germania, în domeniul tehnologiei sudării, nu este permisă activitatea fără un certificat de sudură valabil (Schweißerprüfung). Acestea sunt integrate în viața profesională a multor persoane. Dacă nu s-a absolvit o perioadă de ucenicie, este aproape imposibil să fie găsit un loc de muncă bun. Pentru Technikerschule, Höhere Fachschule, Betriebsleiterlehrgang și Seefahrt, cum ar fi domeniul tehnologiei alimentare, se recomandă o ucenicie finalizată și lucrul. Diploma obținută se numește Staatlich geprüfter Techniker (Tehnician Certificat de Stat).

### India
În India, Legea Ucenicilor a fost adoptată în 1961. Acesta gestionează programul de formare a ucenicilor din industrie pentru a se asigura că ei respectă curriculumul, perioada de formare și alte norme stabilite de Consiliul Central de Ucenicie. De asemenea, utilizează pe deplin resursele industriei pentru a oferi formare practică în vederea satisfacerii nevoii de forță de muncă calificată a industriei.
Legea Uceniciei a fost promulgată în 1961 și a fost implementată în 1962. Inițial, legea prevedea formarea de ucenici. În anul 1973 legea a fost modificată pentru a include formarea inginerilor absolvenți și cu diplomă, în cele din urmă fiind numiți ucenici „Absolvenți” și „Tehnicieni”. Legea a fost ulterior modificată în 1986 pentru a include în sfera sa de aplicare formarea în domeniul studiilor profesionale de nivel 10+2, sub denumirea de ucenici „Tehnicieni (profesionali)”.

#### Responsabilitatea implementării Legii Ucenicilor
Responsabilitatea generală revine Direcției Generale pentru Ocuparea Forței de Muncă și Formare Profesională (DGE&T) din cadrul Ministerului Uniunii pentru Dezvoltarea Competențelor și Antreprenoriat.
- Pentru ucenicii calificați (absolvenți IT-începători): DGE&T este, de asemenea, responsabilă pentru implementarea Legii cu privire la ucenicii calificați în întreprinderi și departamentele din cadrul guvernului central. Acest lucru se realizează prin intermediul a șase direcții regionale de formare a ucenicilor situate la Kolkata, Mumbai, Chennai, Hyderabad, Kanpur și Faridabad. În timp ce consilierii de stat pentru ucenicie sunt responsabili de implementarea Legii cu privire la ucenicii calificați în întreprinderile/departamentele guvernamentale de stat și în instituțiile private.
- Pentru ucenicii absolvenți, tehnicieni (posesori de diplomă politehnică) și tehnicieni (cu studii profesionale absolvite): Departamentul Educației din cadrul Ministerului Dezvoltării Resurselor Umane este responsabil pentru implementarea celor patru consilii de formare pentru ucenicie situate la Chennai, Kanpur, Kolkata și Mumbai[22].

Irlanda
În Irlanda, ucenicii sunt împărțiți în două categorii principale: "meșteșugar" și "novice" Principalele meserii și profesii meșteșugărești au fost desemnate de SOLAS și intră în sfera de aplicare a sistemului de ucenicie obligatorie, care este organizat de această instituție în cooperare cu Departamentul Educației, angajatorii și sindicatele. Există, de asemenea, un Consiliu de ucenicie. O ucenicie oferă o perioadă de formare la locul de muncă deținut de angajator. De obicei, aceasta alternează între formarea în afara locului de muncă într-un centru de învățământ și formarea la locul de muncă al angajatorului. 
O ucenicie durează în general 4 ani, perioadă în care există 3 etape diferite de pregătire în afara locului de muncă. Această fază de instruire are loc într-un Centru de Formare a Consiliului de Educație și Pregătire (ETB), în timp ce fazele ulterioare au loc într-un Institut de Tehnologie. După evaluări continue prin teste de competență la locul de muncă, precum și evaluări și examene modulare în afara locului de muncă, dacă a promovat cu succes, ucenicului i se acordă un Certificat de Calificare cu recunoaștere națională (nivel 6 în Cadrul Național de Calificări).
Începând cu anul 2016, au fost introduse noi stagii de ucenicie în alte domenii industriale, care pot duce la obținerea unui certificat ce cuprinde nivelele 5-10 ale Cadrului Național al Calificărilor. Fiecare program de ucenicie are o durată cuprinsă între 2 și 4 ani. Grupurile conduse de industrie care lucrează cu furnizorii de educație și formare și alți parteneri, supraveghează dezvoltarea și lansarea de noi ucenicii. Noile stagii de ucenicie în TIC, finanțe și ospitalitate includ dezvoltarea de software, tehnician contabil și bucătar șef.

### Liberia
În Liberia, ucenicii croitori colaborează cu maiștri îndemânatici pentru a prelua tainele meșteșugului și abilitățile care pot fi predate în medii școlare tradiționale. Învățând de la aceștia, au un loc de muncă asigurat odată ce formarea lor este completă. Ucenicii trebuie să aibă o înțelegere amplă a modelelor, măsurătorilor și a altor abilități matematice. Înainte să înceapă o noua piesă vestimentară, aceștia trebuie să dea dovadă de stăpânire completă a conceptelor. În locul evaluărilor formale, articolele de îmbrăcăminte trebuie să îndeplinească standardele de calitate înainte de a putea fi vândute și înainte ca ucenicul să poată începe o altă piesă.
Nigeria
Sistemul de ucenicie Igbo este o structură de acorduri formale și informale de servitute între părțile implicate, care facilitează în cele din urmă comunități antreprenoriale în plină dezvoltare în rândul poporului Igbo. Este un model economic practicat pe scară largă de către Igbo și s-a născut în sud-estul Nigeriei. Scopurile sale au fost și rămân să stimuleze creșterea economică și stabilitatea, precum și existența sustenabilă prin finanțarea și investiția în resurse umane prin formare profesională[25].

### Pakistan
În Pakistan, formarea de ucenici este implementată de către Ordonanța Națională de Ucenicie din 1962 și Regulile de Ucenicie din 1966. Aceasta reglementează programele de ucenicie în industrie și un institut TVET pentru instrucțiuni teoretice. Este obligatoriu ca industria care are cincizeci sau mai mulți lucrători într-un comerț să desfășoare cursuri pregătitoare. Costul total al formării este suportat de industrie, inclusiv salariile ucenicilor. Guvernele provinciale prin intermediul Autorităților de Educație Tehnică și Formare Profesională (Punjab TEVTA, Sindh TEVTA, KP TEVTA Belucistan TEVTA și AJK TEVTA) impun implementarea uceniciei.
Perioada de pregătire variază în funcție de gama de meserii, cuprinzând un interval de 1–4 ani. Începând cu anul 2015, peste 30.000 de ucenici sunt instruiți în 2.751 de industrii în 276 de tranzacții în Pakistan reprezentând astfel mai puțin de 10% din formarea profesională bazată pe instituții, adică mai mult de 350 mii anual.
Recent, Guvernul Pakistanului, prin Comisia Națională de Formare Profesională și Tehnică (NAVTTC) a inițiat reformarea sistemului existent de ucenicie, reperele acestuia fiind:
– Includerea serviciilor în cadrul sectorului agricol și minier – Împărțirea costurilor de către industrie și guvern – Reglementarea și formalizarea uceniciei informale – Calificările fluxului principal al uceniciei în Cadrul Național al Calificărilor Profesionale (Pakistan NVQF) – Participarea sporită a femeilor – Pregătire pe rambursarea costurilor (pentru acele industrii care pregătesc mai mulți ucenici decât este necesar) – Evaluarea și certificarea ucenicilor în comun de către Camera de Comerț și Industria comerțului – și Industrie – Guvern – Comitetul de management al uceniciei (având o reprezentare de 40% angajatori, 20% lucrători și 40% funcționari guvernamentali)

### România
Potrivit prevederilor Codului Muncii al României, ucenicia la locul de muncă se efectuează în baza unui contract de ucenicie, care reprezintă contractul individual de muncă de tip particular în baza căruia:
- angajatorul se obligă ca, în afara plății salariului, să asigure formarea profesională a ucenicului într-o meserie potrivit domeniului său de activitate și
- ucenicul (persoană de peste 16 ani) se obligă să se formeze profesional și să muncească în subordinea angajatorului respectiv.[27]

### Turcia
În Turcia, ucenicia a făcut parte din cultura micilor afaceri timp de secole, începând cu perioada turcilor selgiucizi care au revendicat Anatolia ca patrie în secolul al XI-lea.
Există trei nivele de ucenicie. Primul nivel este cel al ucenicului, adică "çırak" în limba turcă. Al doilea nivel este numit "kalfa" în turcă. Nivelul de maestrie este denumit "usta" și reprezintă cel mai înalt nivel de calificare. Un 'usta' este eligibil să preia și să accepte noi 'ciraks' pentru a-i instrui să devină mai buni. Procesul de formare începe de obicei când băiatul are 10-11 ani, devenind un maistru desăvârșit la vârsta de 20-25 de ani. Mulți ani de muncă grea și disciplină sub autoritatea maistrului reprezintă cheia educației și procesului de învățare al tânărului ucenic.
În prezent, în Turcia există multe școli profesionale care pregătesc copiii pentru a dobândi abilități și a învăța o nouă profesie. După absolvire, studentul caută un loc de muncă la cel mai apropiat târg local, de obicei sub îndrumarea unui maistru.

### Regatul Unit
În Regatul Unit, formarea ucenicilor este bine dezvoltată. Aceasta are o tradiție îndelungată, datând aproximativ din secolul al XII-lea. Stagiile de ucenicie au luat amploare în secolul al XIV-lea și s-au extins în timpul Revoluției Industriale. În epoca modernă, ucenicia a fost oficializată în 1964 prin legea parlamentară și continuă să fie utilizată pe scară largă în toate cele patru națiuni, cu sute de programe de ucenicie din care se poate alege.

### Statele Unite
Programele de ucenicie din Statele Unite sunt reglementate conform Actului Smith–Hughes (1917), Actului Național de Recuperare Industrială (1933), și Legii Naționale a Uceniciei, cunoscută și sub numele de "Actul Fitzgerald"
Numărul ucenicilor americani a crescut de la 375.000 în 2014 la 500.000 în 2016, în timp ce guvernul federal intenționează să atingă 750.000 până în 2019, în special prin extinderea modelului de ucenicie pentru a include ocupații din domeniul muncii de birou, cum ar fi tehnologia informației.

## Analogiile în universități și dezvoltarea profesională
Conceptul modern de stagiu este similar cu cel al uceniciei, dar nu la fel de riguros. Universitățile încă utilizează metode de ucenicie în formarea specialiștilor: licențiații sunt promovați la nivel de masterat și apoi elaborează o teză sub supravegherea unui coordonator înainte ca  universitatea să recunoască îndeplinirea cerințelor unui doctorat. O altă perspectivă asupra acestui sistem consideră studenții absolvenți în rolul de ucenici, cercetătorii postdoctorali în calitate de calfe și profesorii drept maiștri. În cartea intitulată "Avuția Națiunilor", Adam Smith afirmă că:
În Europa, termenul obișnuit stabilit pentru durata uceniciei în cea mai mare parte a meseriilor încorporate, pare să fi fost de șapte ani. Toate aceste instituții erau numite odinioară universități, care, de fapt, este denumirea corectă în latină pentru orice formă de organizare. Universitatea fierarilor, universitatea croitorilor, etc., sunt expresii cu care ne întâlnim adesea în vechile scrieri ale orașelor antice[...] Precum era necesar să lucrezi șapte ani sub îndrumarea unui maistru calificat pentru a avea dreptul de a deveni, la rândul tău maistru și a te înscrie ca ucenic într-o meserie de rând. Dacă studiai șapte ani sub îndrumarea unui maistru calificat puteai deveni maistru, profesor sau doctor (cuvinte cu sens asemenător în limbi antice) în artele liberale și puteai avea elevi sau ucenici (cuvinte, de asemenea, inițial sinonime) care să studieze sub îndrumarea ta..
De asemenea, similare uceniciei sunt și modalitățile de dezvoltare profesională pentru noii absolvenți în profesiile de contabilitate, inginerie, consultanță în management și drept. Un exemplu din Marea Britanie au fost contractele de formare cunoscute sub denumirea de „articole de stagii”. Curba de învățare în firmele moderne de servicii profesionale, cum ar fi firmele de avocatură, consultanță sau contabilitate, seamănă în general cu modelul tradițional maistru-ucenic: nou-venitul în firmă este repartizat unuia sau mai multor colegi mai experimentați (ideal parteneri în firmă) și își dezvoltă abilitățile în timpul activității practice.